# Ictonyx
Ictonyx je rod svrstan u potporodicu Mustelinae unutar porodice Mustelidae. Sadrži dvije poznate vrste:
- sjevernoafričkog prugastog tvora, Ictonyx libycus,
- prugastog tvora, Ictonyx striatus.

## Drugi projekti
|  | Wikivrste imaju podatke o taksonu rodu Ictonyx |